# Hakea bucculenta
Hakea bucculenta (лат.) — крупный кустарник рода Хакея (Hakea) семейства Протейные (Proteaceae), эндемик Австралии. Декоративный кустарник с красными или оранжевыми цветами, которые появляются в виде палочковидных цветков в пазухах листьев с мая по ноябрь.

## Ботаническое описание

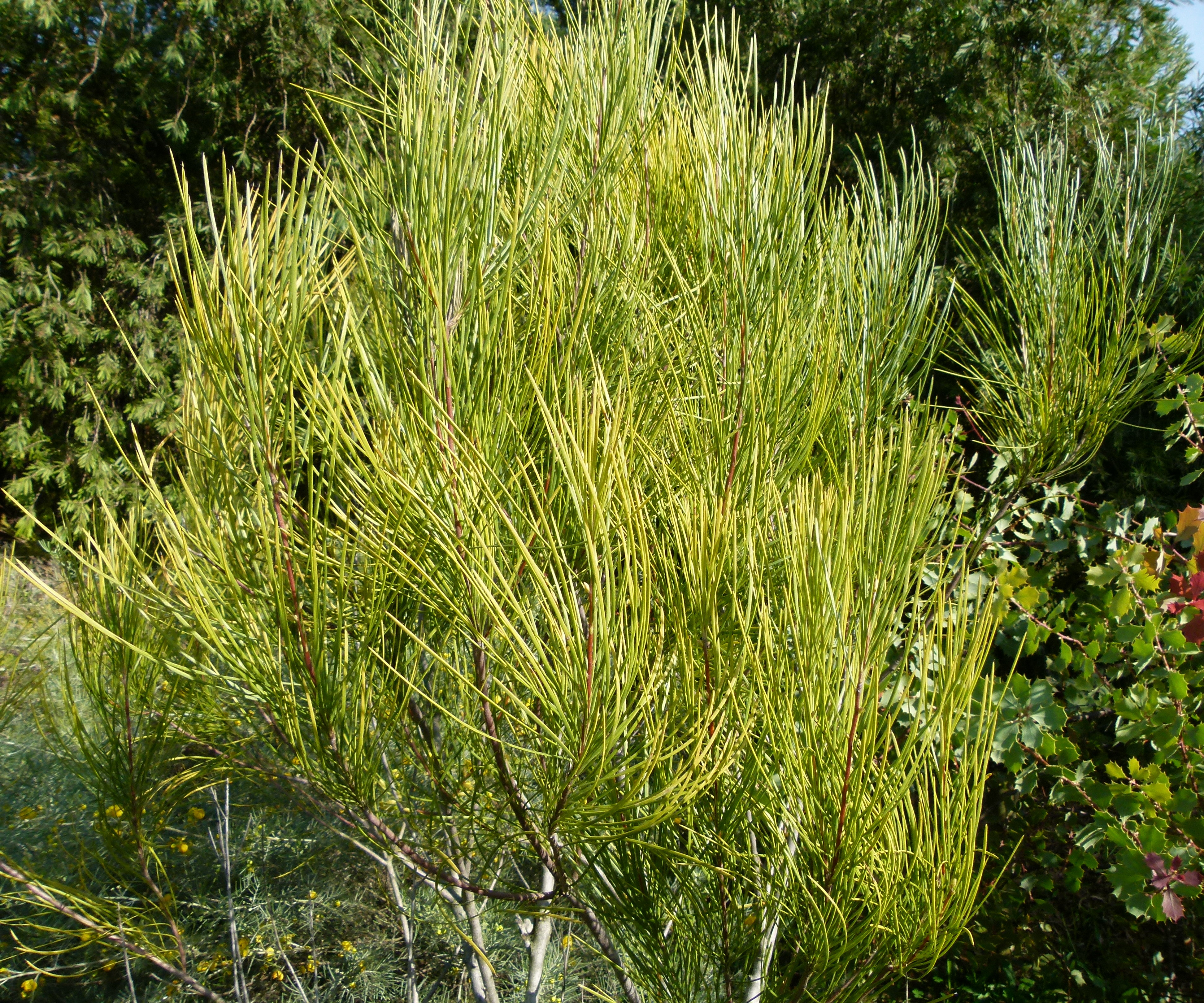
Общий вид Hakea bucculenta.

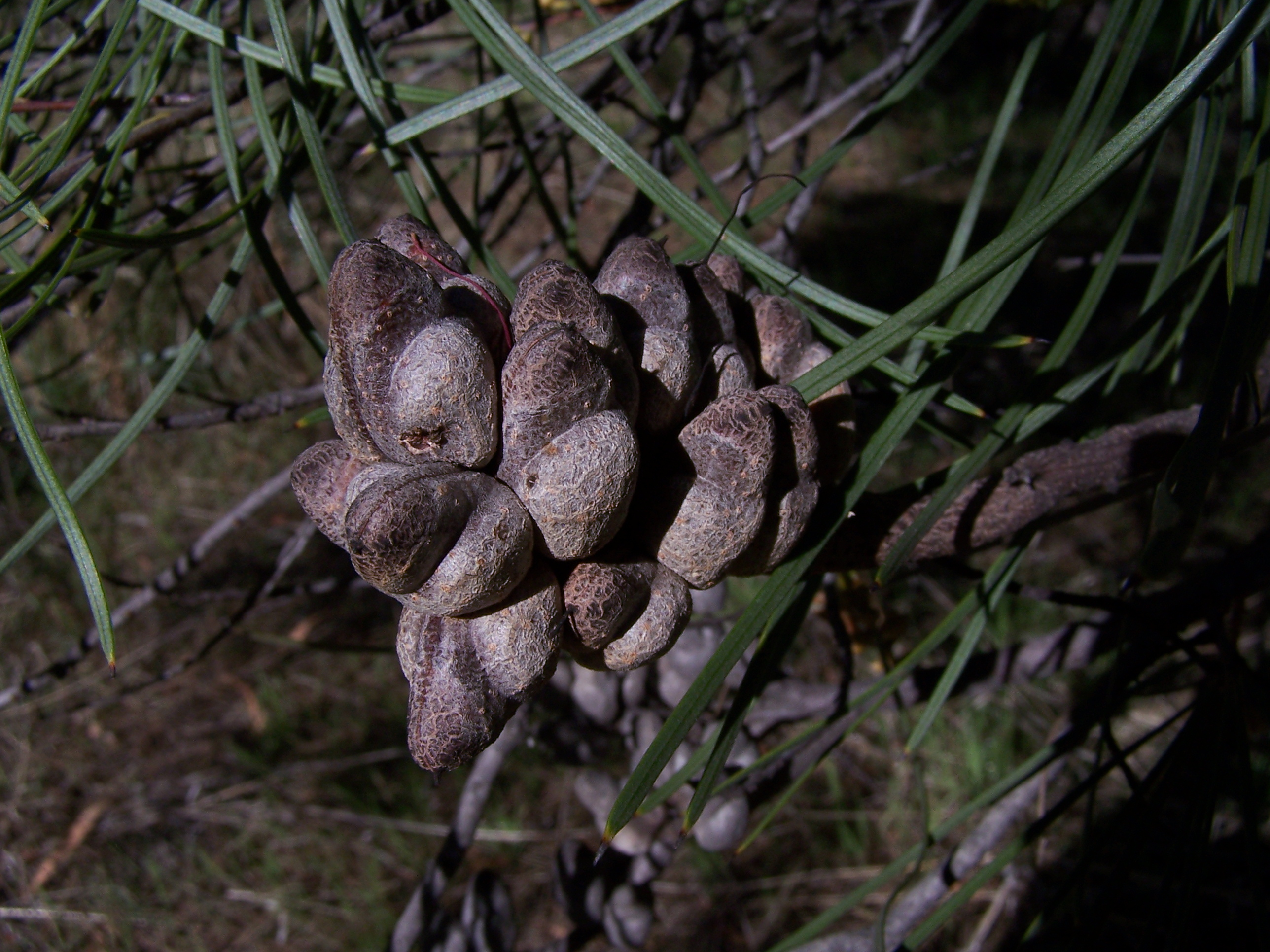
Плоды.

Hakea bucculenta — прямостоячий ветвистый кустарник высотой 1,5—4,5 м, может достигать 7 м. Более мелкие ветви имеют на поверхности участки, покрытые плоскими шелковистыми волосками, которые становятся гладкими при цветении. Листья имеют узкую линейную форму с небольшой кривизной, длиной от 90 до 200 мм и шириной от 1 до 3 мм. Лист имеет тонкие прожилки с выраженной срединной жилой на обеих сторонах листа, заканчивается острой вершиной. Соцветие состоит из эффектных оранжевых или ярко-красных цветов от 250 до 450 в кистях длиной до 15 см на гладком стебле длиной 8,5—13,5 см. Цветы появляются с мая по ноябрь, основное цветение приходится на весну. Цветоножка гладкая, околоцветник ярко-красный. Столбик — 18–21 мм в длину. Плоды имеют яйцевидную форму 1,7—2,5 см в длину и 1—1,5 см в ширину. Серые гладкие плоды появляются группами по 3—16 на длинном стебле, прикреплены непосредственно к ветви. Каждый плод оканчивается тупым клювом. Черноватые или коричневые семена имеют косоугольную форму длиной от 16 до 18 мм  и шириной от 7 до 9 мм с одним крылом.

## Таксономия
Вид Hakea bucculenta был описан ботаником Чарльзом Остином Гарднером в 1936 году и опубликована в Journal of the Royal Society of Western Australia. Видовое название — от латинского слова bucculentus, означающего «с полными щёками» [10], что относится к форме плода.

## Распространение и местообитание
Hakea bucculenta — эндемик прибрежных районов в округах Гаскойн и Средне-Западный между заливом Шарк и Джералдтон в Западной Австралии. Растёт на прибрежных песчаных равнинах и холмах, обочинах на песчаных, суглинистых или глинистых почвах.

## Культивирование
Эта декоративная хакея чувствительна к грибку Phytophthora cinnamomi, поэтому её трудно выращивать в местах с высокой влажностью Она может быть успешно привита на Hakea salicifolia. Чаще всего размножается из семян, которые прорастают примерно через три-четыре недели. Черенки также могут использоваться, но обычно имеют низкий процент выживаемости. Хорошо растёт на солнечных местах, защищённых от ветра, на хорошо дренированных почвах. Выдерживает как засуху, так и мороз.